# Bandera del Imperio otomano

La bandera de la media luna y la estrella del Imperio Otomano, un diseño de 1793 adoptado oficialmente en 1844.

El término bandera otomana hace referencia a las varias banderas y enseñas navales durante la historia del Imperio otomano. La creciente y estrella se empezaron a utilizar en la segunda mitad del siglo XVIII. Un buyruldu (decreto) de 1793 exigía que los barcos de la Armada Otomana utilizaran una bandera roja con la estrella y la media luna en blanco. En 1844, una versión de esta bandera, con una estrella de cinco puntas, fue adoptada oficialmente como bandera nacional otomana. La decisión de adoptar una bandera nacional fue parte de las reformas Tanzimat que tenían como objetivo modernizar el Estado otomano de acuerdo con las leyes y normas de los estados e instituciones europeos contemporáneos. 
El diseño de estrella y media luna se convirtió más tarde en un elemento común en las banderas nacionales de los estados sucesores otomanos en el siglo XX. La actual bandera de Turquía es esencialmente la misma que la última bandera otomana, pero tiene estandarizaciones legales más específicas (en cuanto a sus medidas, proporciones geométricas y tono exacto de rojo) que se introdujeron con la Ley de la Bandera Turca el 29 de mayo de 1936. Según la estandarización legal, la estrella y la media luna podrían tener una delgadez o una posición ligeramente diferentes según la interpretación.

## Primeras banderas
Los ejércitos otomanos premodernos utilizaban el estandarte de cola de caballo o tugh en lugar de banderas. Estos estándares permanecieron en uso junto con las banderas hasta el siglo XIX. Una representación de un tugh aparece en la Relation d'un voyage du Levant de Joseph Pitton de Tournefort (1718). Las banderas de guerra comenzaron a utilizarse en el siglo XVI. Durante los siglos XVI y XVII, las banderas de guerra otomanas a menudo representaban la espada Zulfiqar bifurcada, a menudo malinterpretada en la literatura occidental como si mostrara un par de tijeras. El Museo de Topkapı exhibe una bandera Zulfiqar que, según se afirma, fue utilizada por el sultán Selim I (r. 1512-1520). También se representan dos banderas Zulfiqar en una placa dedicada a las banderas turcas en el vol. 7 de Cérémonies et coutumes religieuses de tous les peuples du monde (1737) de Bernard Picart, atribuidas a los jenízaros y la caballería otomana. 
El símbolo de la media luna aparece en banderas atribuidas a Túnez desde el siglo XIV (Libro del conocimiento), mucho antes de que Túnez cayera bajo el dominio otomano en 1574. Pero la media luna como símbolo también tenía asociaciones en el siglo XIV con el ejército otomano y asociaciones milenarias con la ciudad de Estambul, que se convirtió en la capital otomana después de su conquista en 1453. El Museo de la Armada Española en Madrid muestra dos banderas navales otomanas fechadas en 1613; ambos tienen cola de corneta, una verde con una media luna blanca cerca del asta, el otro blanco con dos franjas rojas cerca de los bordes de la bandera y una media luna roja cerca del asta.

Según Rıza Nur, el sultán Selim I (1512-20) tenía una bandera personal blanca, mientras que la bandera del ejército otomano era roja (kızıl bayrak). Durante el reinado de Solimán el Magnífico, los jenízaros tenían una bandera blanca mientras que la caballería timariota tenía una bandera roja. Fue utilizada como bandera civil y mercante otomana desde 1793 hasta 1923.

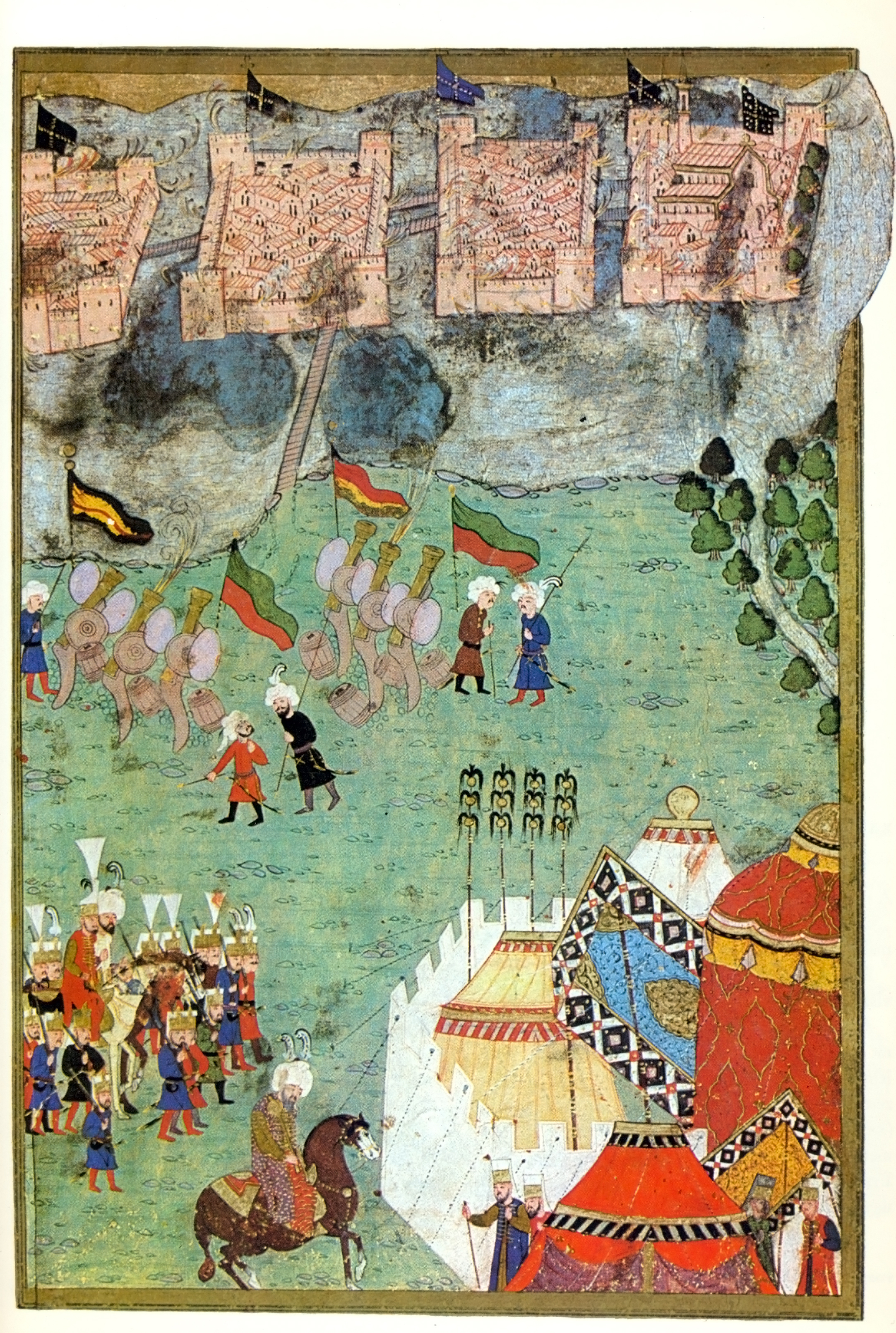
Varias banderas y tughs otomanos exhibidos antes del asedio de Szigetvár en 1566
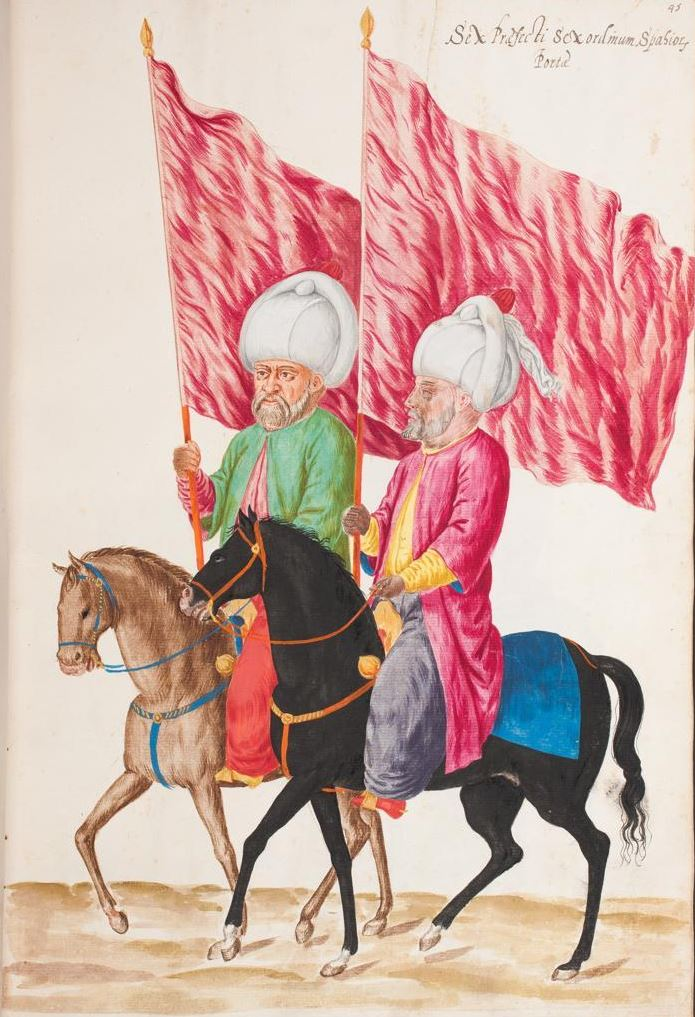
Estandartes rojos lisos para el séquito del sultán. Del Libro de trajes turcos de Lambert de Vos, 1574.
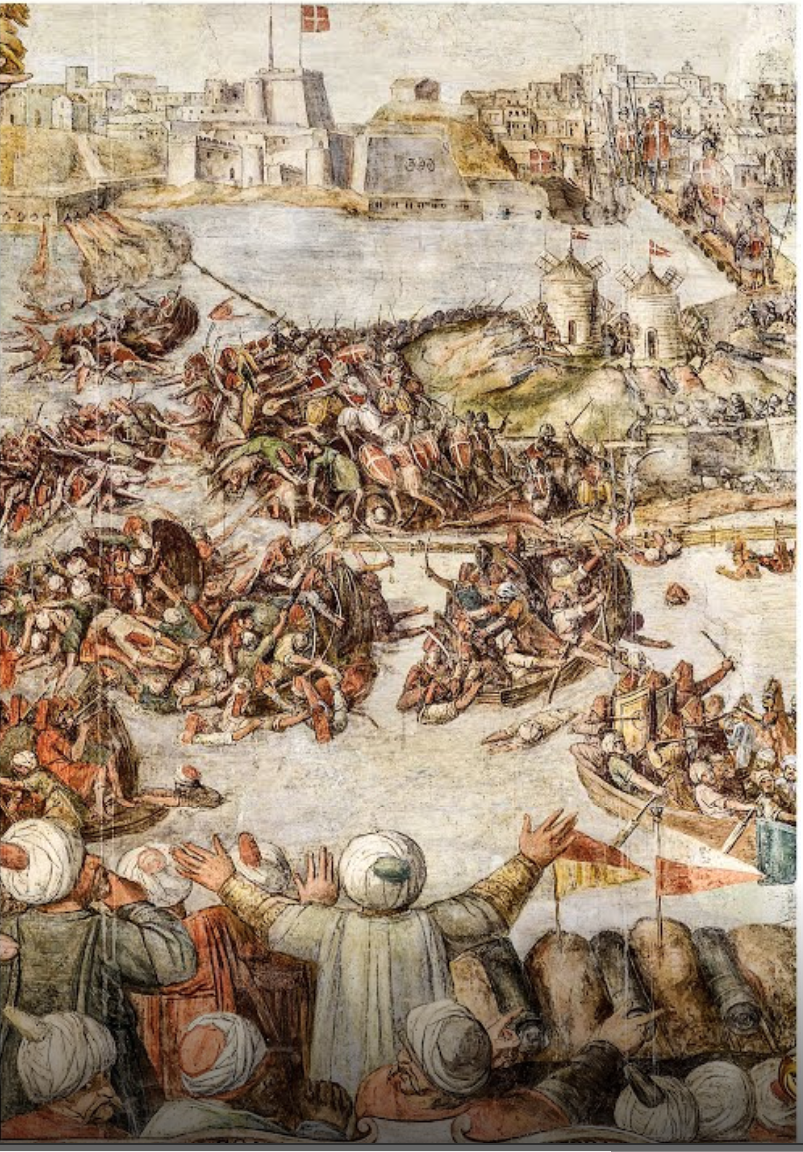
Banderas otomanas en un fresco de 1581 de Mateo Pérez que representa el Gran Asedio de Malta.
Bandera Zulfikar otomana, muy usada por el ejército otomano entre los siglos XVI y XVIII.
Bandera Zulfiqar capturada durante la batalla de Guruslău en 1601
Escudo de Moldavia, c. 1812 . Como partidarios, banderas que el sultán Mahmut II (r. 1808-1839) pudo haber concedido a Scarlat Callimachi (r. 1806-1819).

## Bandera de la creciente y estrella
Tras la conquista de Constantinopla en 1453, el símbolo de la luna creciente y la estrella comenzaron a utilizarse en las banderas de los pueblos turcos. Las banderas otomanas originalmente eran comúnmente verdes, pero la bandera se definió como roja por decreto en 1793 y se agregó una estrella de ocho puntas.[cita requerida] La versión roja de la bandera se había vuelto omnipresente durante el reinado de Selim III. La estrella de cinco puntas no apareció hasta la década de 1840.
Con las reformas de Tanzimat en el siglo XIX, las banderas fueron rediseñadas al estilo de los ejércitos europeos de la época. La bandera de la Armada Otomana se hizo roja, ya que la roja sería la bandera de las instituciones seculares y la verde la de las religiosas. Como las reformas abolieron todas las diversas banderas (estándares) de los bajalatos, beylicatos y emiratos otomanos,[¿cuál?] se diseñó una única nueva bandera nacional otomana para reemplazarlas. El resultado fue la bandera roja con la luna creciente y la estrella blancas, que es la precursora de la moderna bandera de Turquía. Se introdujo una bandera roja como pabellón civil para todos los súbditos otomanos.

Tras la fundación de la República de Turquía en 1923, el gobierno mantuvo la última bandera del Imperio otomano. Las estandarizaciones proporcionales se introdujeron en la Ley de la bandera turca (en turco: Türk Bayrağı Kanunu) del 29 de mayo de 1936.

Estandarte del ejército con media luna, como se muestra en una ilustración de 1721 de 'Ata'i's Hamse
"Bandera azul de los turcos", vista en los gráficos de banderas c. 1780
"Bandera morada de los turcos", también utilizada en los gráficos de la década de 1780
"Estándar de los turcos", en Bowles's Universal Display of the Naval Flags of all Nations (1783)
Bandera de la media luna reportada durante la guerra con Austria en 1788. Este es el reverso; Por tanto, los cuernos de la media luna apuntan hacia el asta (lo contrario de la bandera nacional posterior).
Bandera con estrella de ocho puntas (antes de 1844)
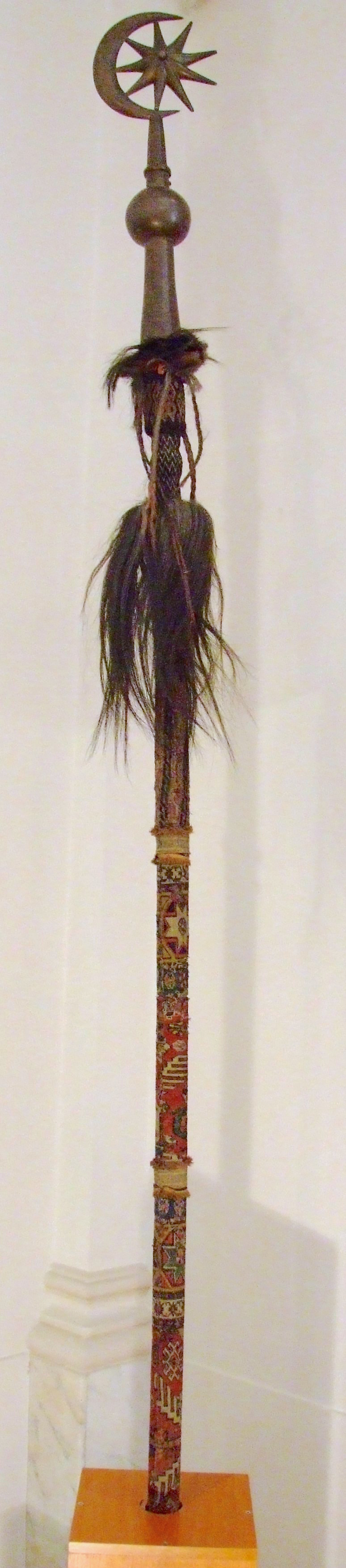
Un tugh otomano del siglo XIX

## Estandartes imperiales

Adoptado en 1882, el escudo del Imperio otomano presentaba una bandera verde a la izquierda (que representa al Eyalato de Rumelia) y una bandera roja a la derecha (que representa al Eyalato de Anatolia y los otros eyalatos asiáticos).

El estandarte imperial mostraba la tugra del sultán, a menudo sobre un fondo rosa o rojo brillante.

Estandarte imperial del sultán otomano[10]
Estandarte naval del sultán otomano
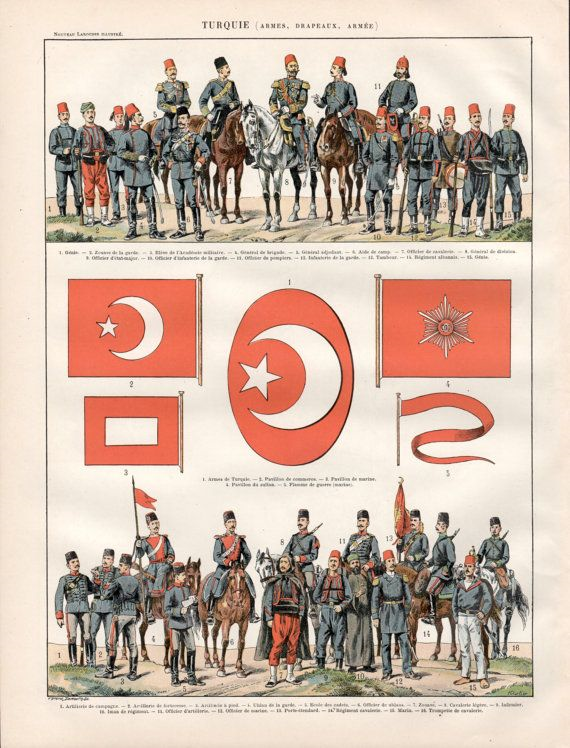
Estándares utilizados por el Ejército otomano en 1900

El estandarte utilizado por el último califa, Abdülmecid II (entre el 19 de noviembre de 1922 y el 3 de marzo de 1924) consistía en una bandera verde con una creciente y estrella sobre un fondo ovalado rojo dentro de un adorno de rayas, todo en blanco.

Estandarte del Califato de Abdülmecid II[11]

## Astas de las banderas
Las astas de las banderas se decoraban a menudo con una media luna, la cabeza de un lobo, el rabo de un caballo o una caja del Qur'an. Asimismo, dichos estandartes venían siempre acompañados de una serie de banderitas, banderines, iconos y demás elementos con significado simbólico (por ejemplo, los jenízaros solían desfilar con sus calderos).